# Aphaenogaster gibbosa
Aphaenogaster gibbosa är en myrart som först beskrevs av Pierre André Latreille 1798.  Aphaenogaster gibbosa ingår i släktet Aphaenogaster och familjen myror.

## Underarter
Arten delas in i följande underarter:
- A. g. fiorii
- A. g. gibbosa
- A. g. homonyma
- A. g. mauritanica